# Primi ministri della Mongolia
I Primi ministri della Mongolia (Монгол Улсын Ерөнхий Сайд) si sono avvicendati dal 1992.

## Lista
| Primo ministro      | Primo ministro        | Primo ministro                      | Partito                                                                                      | Mandato          | Mandato          | Capo di Stato          |
| Primo ministro      | Primo ministro        | Primo ministro                      | Partito                                                                                      | Inizio           | Fine             | Capo di Stato          |
| ------------------- | --------------------- | ----------------------------------- | -------------------------------------------------------------------------------------------- | ---------------- | ---------------- | ---------------------- |
|                     |                       | Puntsagiin Jasrai                   | Partito Rivoluzionario del Popolo Mongolo                                                    | 21 luglio 1992   | 19 luglio 1996   | Punsalmaagiin Ochirbat |
|                     |                       | Mendsaikhany Enkhsaikhan            | Partito Democratico                                                                          | 19 luglio 1996   | 23 aprile 1998   | Punsalmaagiin Ochirbat |
| Natsagiin Bagabandi |                       | Mendsaikhany Enkhsaikhan            | Partito Democratico                                                                          | 19 luglio 1996   | 23 aprile 1998   |                        |
|                     |                       | Tsakhiagiin Elbegdorj               | Partito Democratico                                                                          | 23 aprile 1998   | 9 dicembre 1998  |                        |
|                     |                       | Janlavyn Narantsatsralt             | Partito Democratico                                                                          | 9 dicembre 1998  | 22 luglio 1999   |                        |
|                     |                       | Nyam-Osoryn Tuyaa (ad interim)      | Partito Democratico                                                                          | 22 luglio 1999   | 30 luglio 1999   |                        |
|                     |                       | Rinchinnyamyn Amarjargal            | Partito Democratico                                                                          | 30 luglio 1999   | 26 luglio 2000   |                        |
|                     |                       | Nambaryn Enkhbayar                  | Partito Rivoluzionario del Popolo Mongolo                                                    | 26 luglio 2000   | 20 agosto 2004   |                        |
|                     |                       | Tsakhiagiin Elbegdorj               | Partito Democratico                                                                          | 20 agosto 2004   | 13 gennaio 2006  |                        |
| Nambaryn Ėnhbajar   |                       | Tsakhiagiin Elbegdorj               | Partito Democratico                                                                          | 20 agosto 2004   | 13 gennaio 2006  |                        |
|                     |                       | Miyeegombyn Enkhbold                | Partito Rivoluzionario del Popolo Mongolo                                                    | 25 gennaio 2006  | 22 novembre 2007 |                        |
|                     |                       | Sanjaagiin Bayar                    | Partito Rivoluzionario del Popolo Mongolo                                                    | 22 novembre 2007 | 29 ottobre 2009  |                        |
| Cahiagijn Ėlbėgdorž |                       | Sanjaagiin Bayar                    | Partito Rivoluzionario del Popolo Mongolo                                                    | 22 novembre 2007 | 29 ottobre 2009  |                        |
|                     |                       | Sükhbaataryn Batbold                | Partito Rivoluzionario del Popolo Mongolo (2009-2010) Partito del Popolo Mongolo (2010-2012) | 29 ottobre 2009  | 10 agosto 2012   |                        |
|                     |                       | Norovyn Altankhuyag                 | Partito Democratico                                                                          | 10 agosto 2012   | 5 novembre 2014  |                        |
|                     |                       | Dendeviin Terbishdagva (ad interim) | Partito Rivoluzionario del Popolo Mongolo (2010)                                             | 5 novembre 2014  | 21 novembre 2014 |                        |
|                     |                       | Chimediin Saikhanbileg              | Partito Democratico                                                                          | 21 novembre 2014 | 7 luglio 2016    |                        |
|                     |                       | Jargaltulgyn Erdenebat              | Partito del Popolo Mongolo                                                                   | 7 luglio 2016    | 4 ottobre 2017   |                        |
|                     | Khaltmaagiin Battulga | Jargaltulgyn Erdenebat              | Partito del Popolo Mongolo                                                                   | 7 luglio 2016    | 4 ottobre 2017   |                        |
|                     |                       | Ukhnaagiin Khürelsükh               | Partito del Popolo Mongolo                                                                   | 4 ottobre 2017   | 27 gennaio 2021  |                        |
|                     |                       | Luvsannamsrain Oyun-Erdene          | Partito del Popolo Mongolo                                                                   | 27 gennaio 2021  | 13 giugno 2025   | Ukhnaagiin Khürelsükh  |
|                     |                       | Gombojavyn Zandanshatar             | Partito del Popolo Mongolo                                                                   | 13 giugno 2025   | in carica        | Ukhnaagiin Khürelsükh  |